# Fiesch
Fiesch é uma comuna da Suíça, no Cantão Valais, com cerca de 968 habitantes. Estende-se por uma área de 11,3 km², de densidade populacional de 86 hab/km².  Confina com as seguintes comunas: Bellwald, Betten, Ernen, Fieschertal, Lax.
A língua oficial nesta comuna é o Alemão.

## Galeria

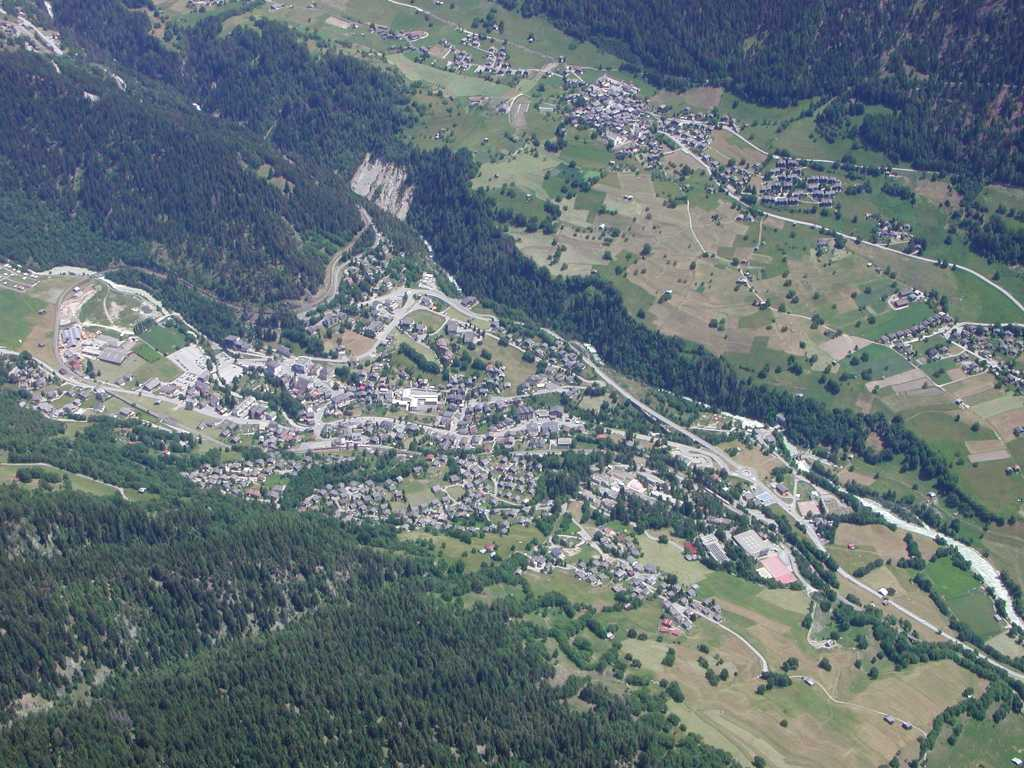
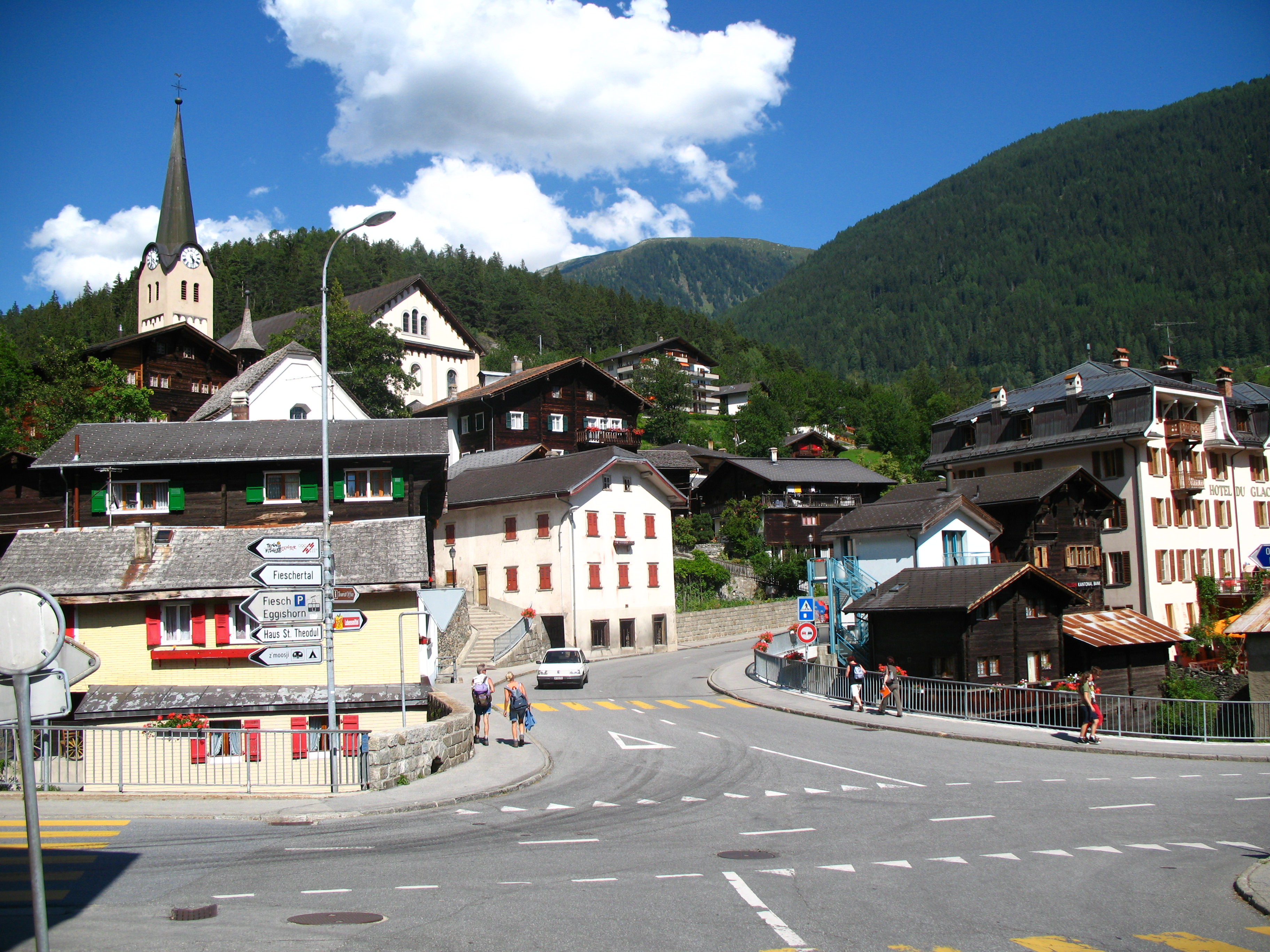
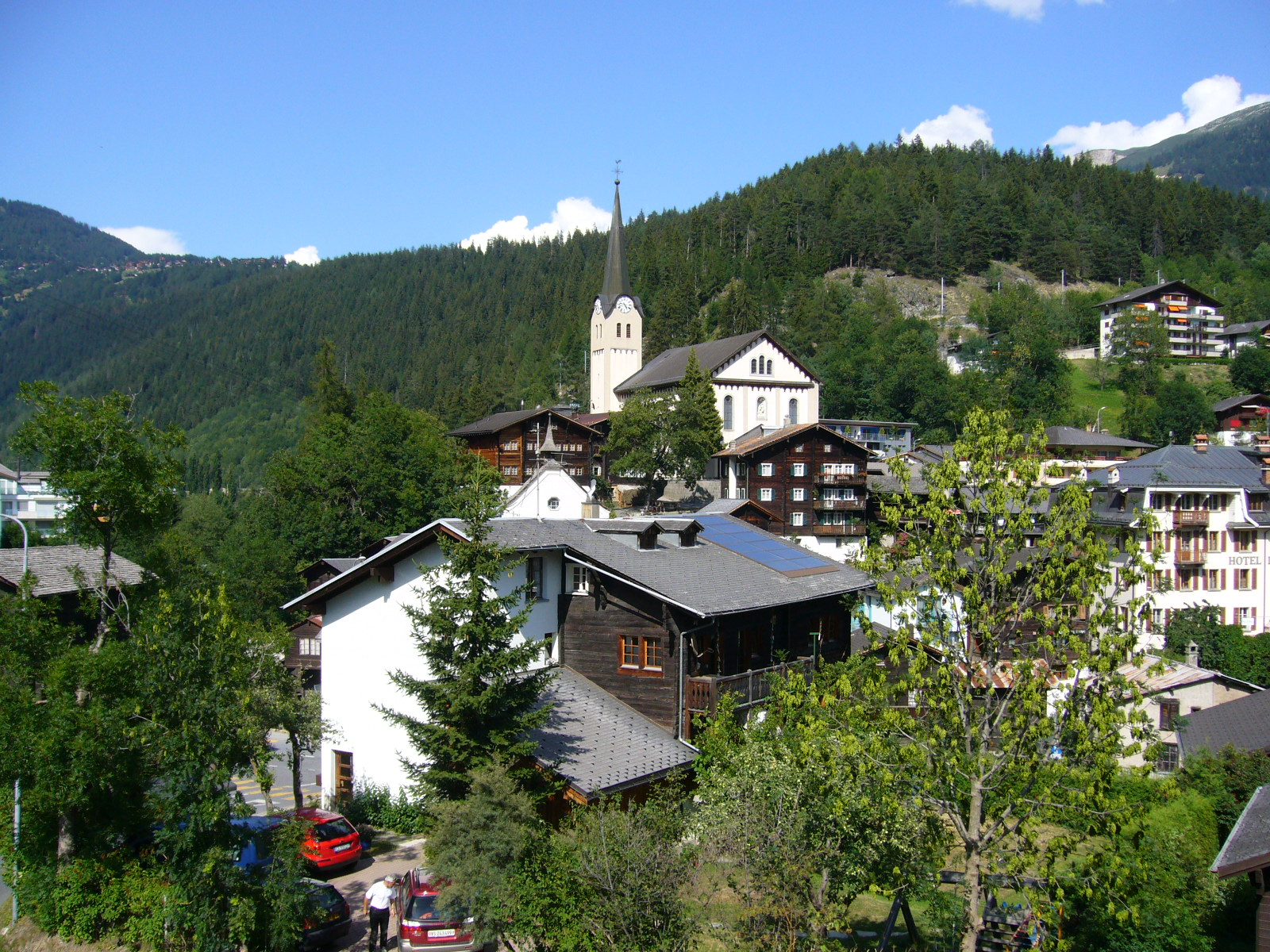
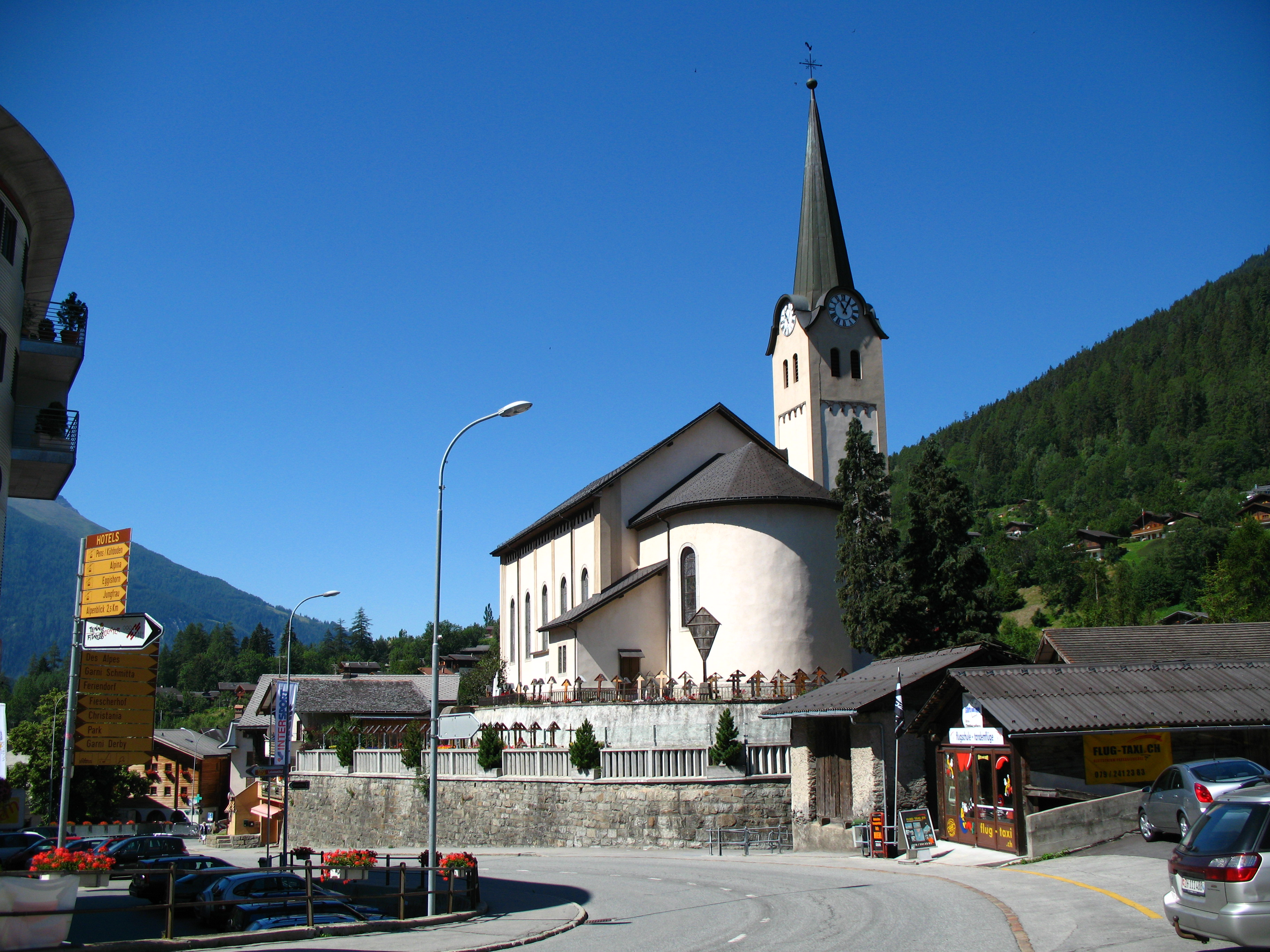